# Pseudotremia sublevis
Pseudotremia sublevis är en mångfotingart som beskrevs av Loomis 1944. Pseudotremia sublevis ingår i släktet Pseudotremia och familjen Cleidogonidae. Inga underarter finns listade i Catalogue of Life.